# Singsås Station
Singsås Station (Singsås stasjon) er en jernbanestation på Rørosbanen, der ligger i byområdet Singsås i Midtre Gauldal kommune i Norge. Stationen består af to spor, en perron, en stationsbygning med ventesal og et pakhus, der ligesom stationsbygningen er opført i gulmalet træ.
Stationen åbnede 4. januar 1876 sammen med den nordlige del af banen fra Støren. Den fungerede som endestation, indtil stykket videre til Røros åbnede 16. januar 1877. Oprindeligt hed stationen Singsaas, men den skiftede navn til Singsås i april 1921.
Stationsbygningen blev opført i 1877 efter tegninger af Peter Andreas Blix. I sin tid var der også remise og drejeskive på stationen. Stationsbygningen, pakhuset, perronen og resterne af stationshaven blev fredet af Riksantikvaren i 2002. Begrundelsen var at man ønskede at bevare et arkitektonisk, bygningshistorisk og jernbanehistorisk værdifuldt anlæg fra åbningen af Rørosbanen. Stationsbygningen selv er stort set intakt udvendigt, bortset fra nogle fornyelser af døre og vinduer.